# Феофанов, Борис Алексеевич
Борис Алексеевич Феофанов (25 апреля 1925, Вязники, Владимирская губерния, РСФСР, СССР — 24 июля 2017, Россия) — советский военачальник, специалист в области военной разведки, генерал-лейтенант. Начальник 7-х Центральных курсов усовершенствования офицеров разведки Генерального штаба (1984—1988). Участник Великой Отечественной войны.

## Биография
Родился 25 апреля 1925 года в городе Вязники Владимирской области.
С декабря 1942 по май 1943 г. обучался в Винницком пехотном училище, затем направлен на фронт командиром пехотного взвода 940 полка 262 стрелковой дивизии. С марта 1944 года командир взвода разведки 290-й отдельной разведроты 216-й Сивашской дивизии.
С 1946 по 1950 г. служил в 75-й стрелковой дивизии, 34-й стрелковый полк (на границе с Ираном и Турцией).
В 1953 году окончил академию им. М. В. Фрунзе, в 1954 году — спецшколу разведки. В 1955—1966 гг. проходил службу на Сахалине, в Уссурийске, Хабаровске. Затем учился в Академии Генштаба (окончил с золотой медалью). В 1970-е годы служил в Свердловске и Чите.
1979—1984 гг.- заместитель начальника штаба войск Дальнего востока (Улан-Удэ). 1984—1988 гг. — начальник 7-х центральных курсов усовершенствования офицеров разведки генштаба (в/ч 36360 ст. Загорянская). Генерал-лейтенант.
С 1988 г. в отставке.
С 2005 года председатель Совета ветеранов Мытищинского района.
Награжден орденом Дружбы народов, двумя орденами Отечественной войны I степени, орденами Отечественной войны II степени, Красной Звезды, «За службу Родине» III степени, Трудового Красного Знамени, медалями «За отвагу», «За боевые заслуги», «За взятие Кёнигсберга», «За победу над Германией» и другими. Почётный гражданин Мытищинского муниципального района (2008).
Умер 24 июля 2017 года.